# Дмитриев, Виктор Маркович
Виктор Маркович Дмитриев — российский учёный в области обеспечения безопасности атомных объектов, доктор технических наук, профессор.
Родился 29 марта 1933 г. в Баку.
Окончил МВТУ (1956, инженер-механик) и МИФИ (1959, инженер-физик).
В 1956—1979 гг. работал в ФЭИ (Физико-энергетический институт), Обнинск. Занимался разработкой ядерно-энергетических установок (ЯЭУ) специального назначения. Направление научных исследований: моделирование нестационарных процессов в ЯЭУ.
С 1979 г. — во ВНИИАЭС (институт по эксплуатации атомных электростанций), Москва: в 1979—1989 начальник реакторного отдела (отделения), с 1989 главный научный сотрудник.
Научные интересы: математическое моделирование технологических процессов в ядерно-энергетических установках; тренажеры АЭС.
После аварии на Чернобыльской АЭС вместе с А. Е. Крошилиным разработал математическую модель аварии четвертого энергоблока.
Доктор технических наук, профессор.

## Сочинения
Автор более 80 научных трудов. Публикации:
- Бондаренко И. И., Горелов И. Н., ГуськовЮ. К., Дмитриев В. М., Касиков И. И., Кармазин В. П., Лебедев С. Я., Лебедев М. А., Малых В. А., Маев С. А., Пупко В. Я., Петровский В. Г., Пащенко В. П., Сибир Е. Е., Стависский Ю. Я. ,Стаханов И. П., Степанов А. С., Юрьев Ю. С. Теоретические и экспериментальные исследования, связанные с разработкой термоэлектронных реакторов преобразователей. / Доклад № 317 на III Международной конференции ООН по использованию атомной энергии в мирных целях. Женева, 1964.
- Ф. Ф. Менде, В. М. Дмитриев, Е. В. Христенко, Г. Е. Чурилов. Измерение добротности сверхпроводящих резонаторов. ПТЭ, 1966, 4, с.134.
- Математическая модель энергоблока с реактором РБМК-1000 для анализа динамики переходных процессов при эксплуатации ЯЭУ / В. М. Дмитриев // Вопросы атомной науки и техники. Серия: Физика и техника ядерных реакторов. — 1986. — № 1. —c. 3-8
- Дмитриев В. М., Матусевич Е. С., Регушевский В. И., Сазонов С. П., Усиков Д. А. Измерение ценности нейтронов динамическим методом // Атомная энергия. Том 43, вып. 1. — 1977. — С. 8—11.
- Расчетный анализ начальной стадии аварии на Чернобыльской АЭС / Абагян А. А., Аршавский И. М., Дмитриев В. М. и др. // Атомная энергия. — 1991. — Т. 71, вып. 4. — С. 275—287.
- Кузнецов В. А., Грязнов Г. М., Артюхов Г. Я., Бологов П. М., Дмитриев В. М. и др. Разработка и создание термоэмиссионной ядерно-энергетической установки «Топаз» //Атомная энергия. — 1974. — Т. 36. — Вып. 6.
- Абагян А. А., Дмитриев В. М., Клебанов Л. А., Крошилин А. Е., Ларин Е. П., Морозов С. К. Система контроля и диагностики режимов работы энергоблока АЭС. //Атомная энергия. 1987. Т.63. Вып.5. С.311-315.
- Дмитриев В. М., Ружников В. А. Оптимизация геометрического профилиро- вания в термоэмиссионных электрогенерирующих каналах // Препринт ФЭИ-704, Обнинск, 1976.
- Абагян А. А., Аршавский И. М., Дмитриев В. М. Атомная энергия. 1991. Т. 71. Вып. 4. С. 275—287.
- Дмитриев В. М. Чернобыльская авария: причины катастрофы // Безопасность в техносфере. — 2010. — № 1. — С. 38 — 47.